# Pont de la Capella (Espot)
El Pont de la Capella, o, simplement, Pont d'Espot, és un pont romànic del poble d'Espot, en el terme municipal del mateix nom, a la comarca del Pallars Sobirà.
Està situat damunt del riu Escrita, en el sector nord del poble. Uneix les dues parts del poble d'Espot, el Solau i l'Obago.
És un pont d'un sol ull, amb arc de mig punt. Fa 18,4 metres de llarg, repartit en dos trams en forma de rampa suau; l'amplada és de 4,9, baranes incloses. L'alçada del pont, damunt de l'aigua, assoleix els 13 metres.
És un pont romànic o de tradició romànica, dins de la línia habitual dels ponts medievals pirinencs.